# Notzing (Oberding)
Notzing ist ein Gemeindeteil der Gemeinde Oberding im oberbayerischen Landkreis Erding, eine Gemarkung in selbiger Gemeinde, sowie eine ehemalige Gemeinde, die 1978 aufgelöst und zwischen den Gemeinden Oberding und Hallbergmoos (Landkreis Freising) aufgeteilt wurde.

## Lage
Das Kirchdorf Notzing liegt zwischen der Dorfen und dem Mittlere-Isar-Kanal am Südrand der Gemeinde Oberding an der Grenze zu Moosinning. Innerhalb der Gemeinde Oberding grenzt Notzing an die folgenden Gemeindeteile: im Norden an Oberding, im Westen an Notzingermoos und im Osten an Aufkirchen. ÖPNV-Anschluss besteht mit den MVV-Buslinien 512 und 515.

## Geschichte

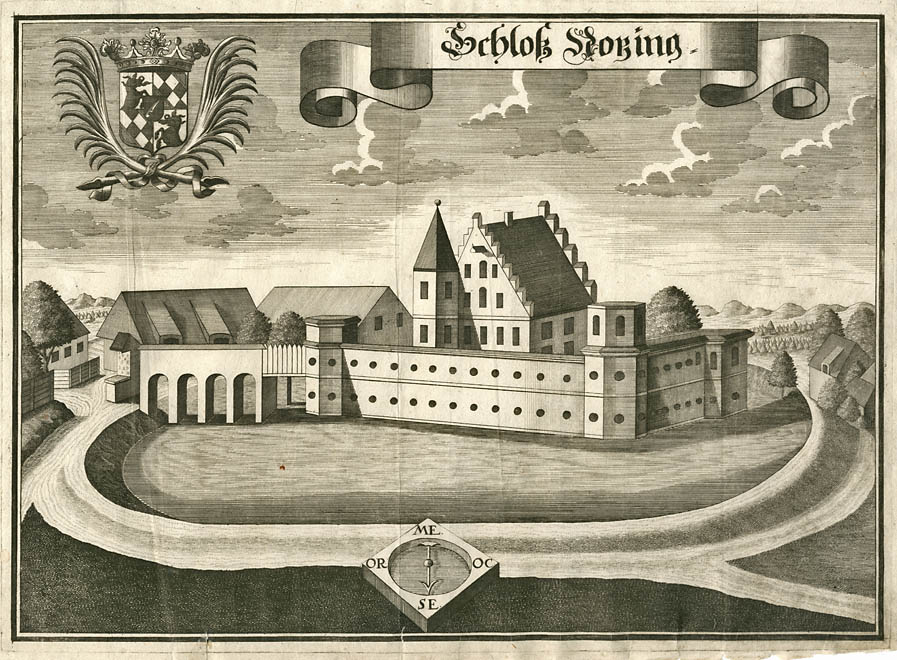
Schloss Notzing, Stich von Michael Wening, ca. 1700

Wenige Einzelfunde, eine Bronzenadel, ein Bronzemesser und ein Hügelgrab, deuten darauf hin, dass das Gebiet von Notzing bereits um 2000 v. Chr. besiedelt war.
Die jetzige Siedlung Notzing geht vermutlich auf das 6. bis 8. Jahrhundert zurück. Der Name leitet sich von einem Personennamen ab, der als „Nozo“ rekonstruiert wurde, und bedeutet so viel wie „bei den Leuten, der Sippe des Nozo“.
Urkundlich erwähnt wird der Ortsname erstmals in der Zeit des Bischofs Abraham von Freising (957–994), als in einer Urkunde ein Odalrih de Nozingun als Zeuge erwähnt wird. Das Schloss Notzing kam 1408 in den Besitz des Münchner Patriziers Michael Schrenck († 1429), der die Linie der Schrenck von Notzing begründete. Notzing war Sitz einer Hofmark, die von 1820 bis 1848 als Patrimonialgericht II. Klasse fortbestand. 1818 war durch das bayerische Gemeindeedikt die Gemeinde Notzing entstanden. Die letzten Vorrechte des Adels wurden in der Revolution 1848 aufgehoben.
Am 1. Mai 1978 wurde die Gemeinde Notzing aufgelöst und auf die Gemeinden Oberding (Ortsteile Notzing und Notzingermoos) und Hallbergmoos (Ortsteil Goldach) aufgeteilt.
Die Gemeinde hatte eine Fläche von 21,3573 km². Zur Volkszählung am 25. Mai 1987 hatten die drei Ortsteile der früheren Gemeinde eine Bevölkerung von 2462, davon waren 1802 in dem der Gemeinde Hallbergmoos angegliederten Goldach.

## Ortsbild
Notzing hat bis heute seine historische Siedlungsform als Haufendorf bewahrt. Einzelne Bauernhöfe sind um den Hügel geschart, auf dem die Kirche St. Nikolaus erbaut ist. Das südwestliche Viertel des Dorfs wird durch einen Park gebildet, in dem das Schloss der ehemaligen Ortsherren liegt.
Am Ortsrand, vor allem im Osten, liegen neuere Wohnsiedlungen.

## Bauwerke
- St. Nikolaus, römisch-katholisches Kirchengebäude aus der 2. Hälfte des 15. Jahrhunderts, Satteldachturm aus dem 13./14. Jahrhundert
- Schloss Notzing, ehemalige Wasserburg, 14. Jahrhundert, unter anderem Sitz der Familien Schrenck von Notzing und Segesser von Brunegg auf Brunegg und Notzing und von Jakob von Washington
- Schlossmühle unterhalb des Schlosses
- Dreifaltigkeitskapelle, barocke Privatkapelle auf dem Gelände eines Bauernhofs
- Brunnmühle, Kleinkraftwerk an der Dorfen an der Stelle einer nicht mehr existierenden Mühle

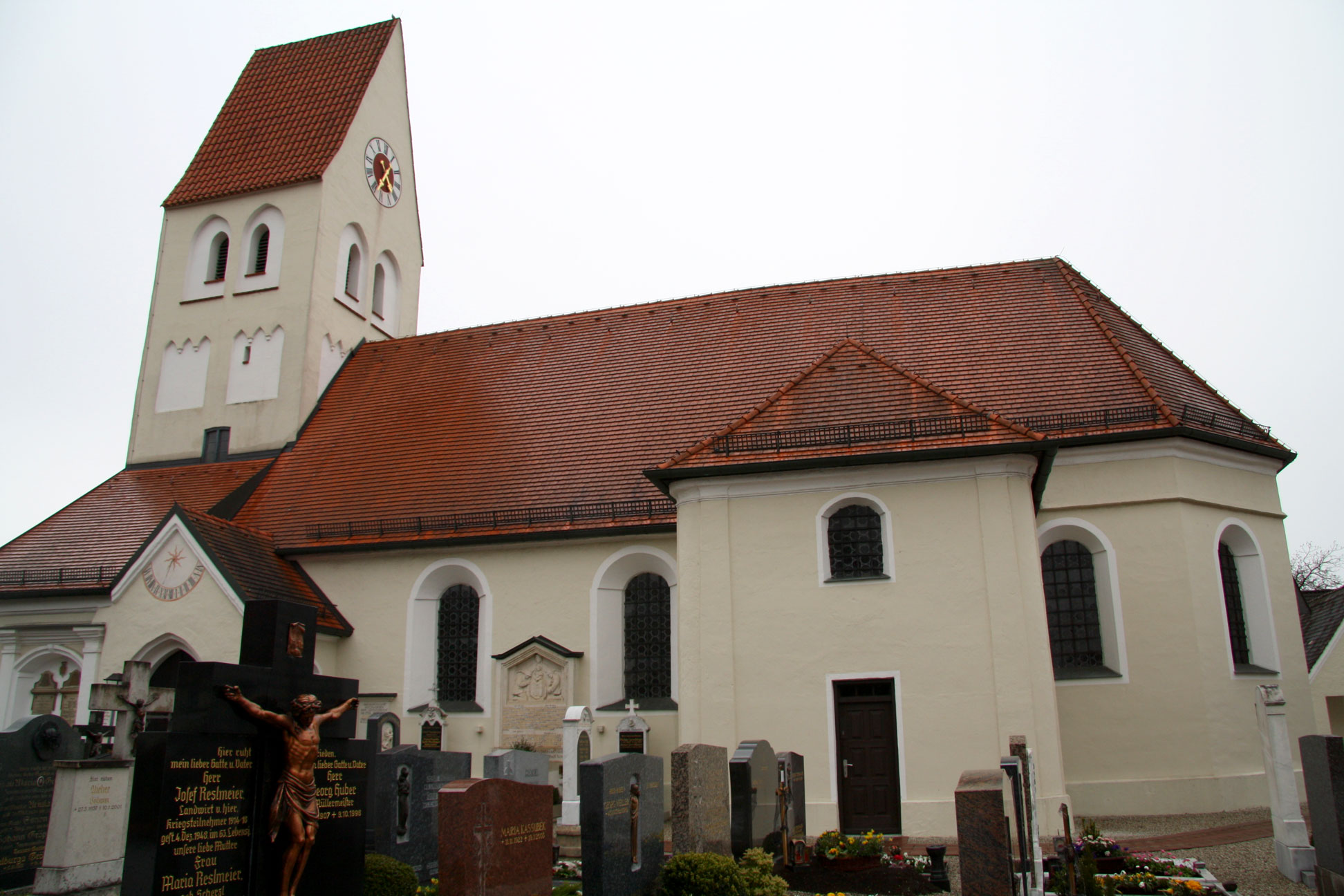
St. Nikolaus
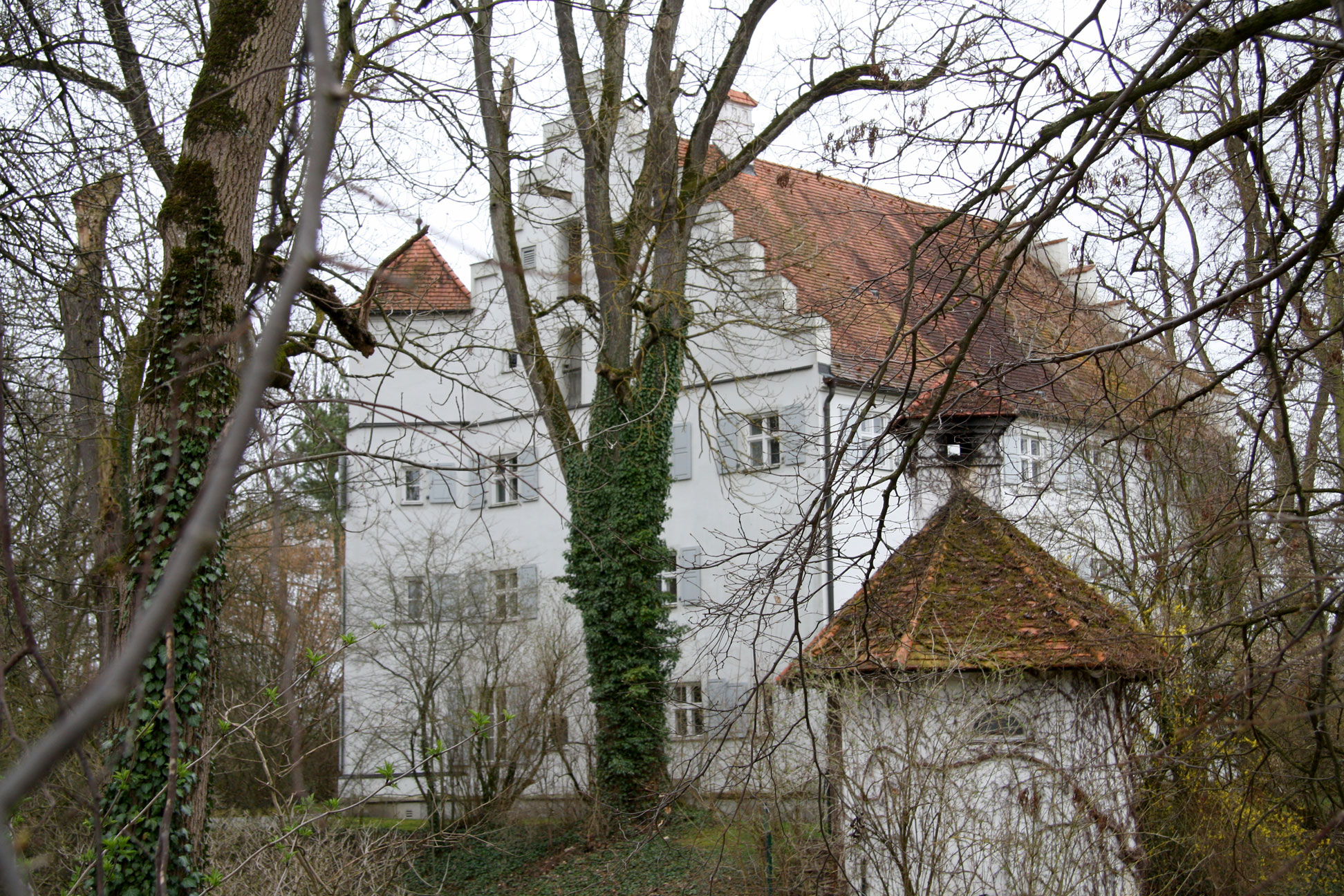
Schloss
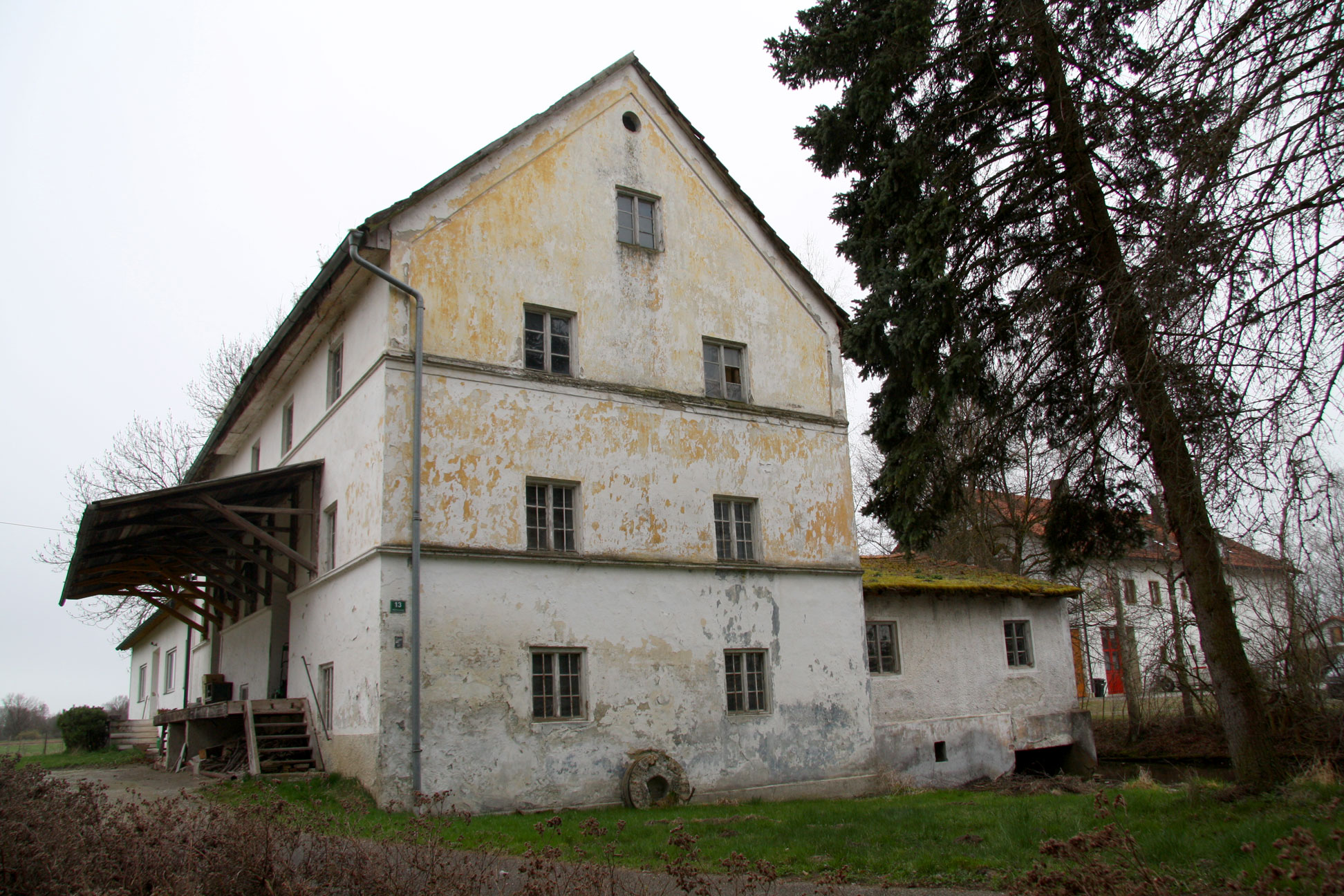
Schlossmühle
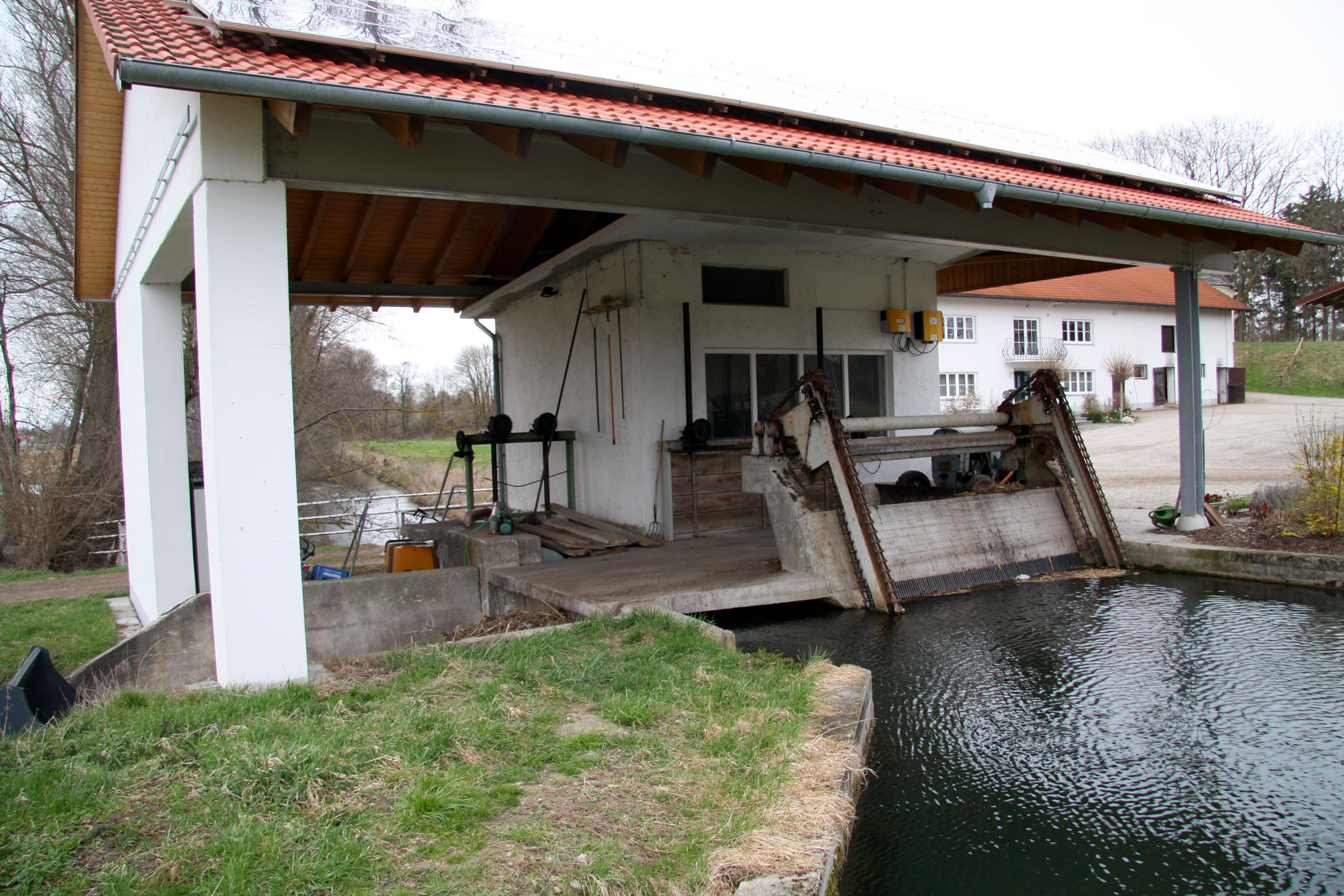
Brunnmühle
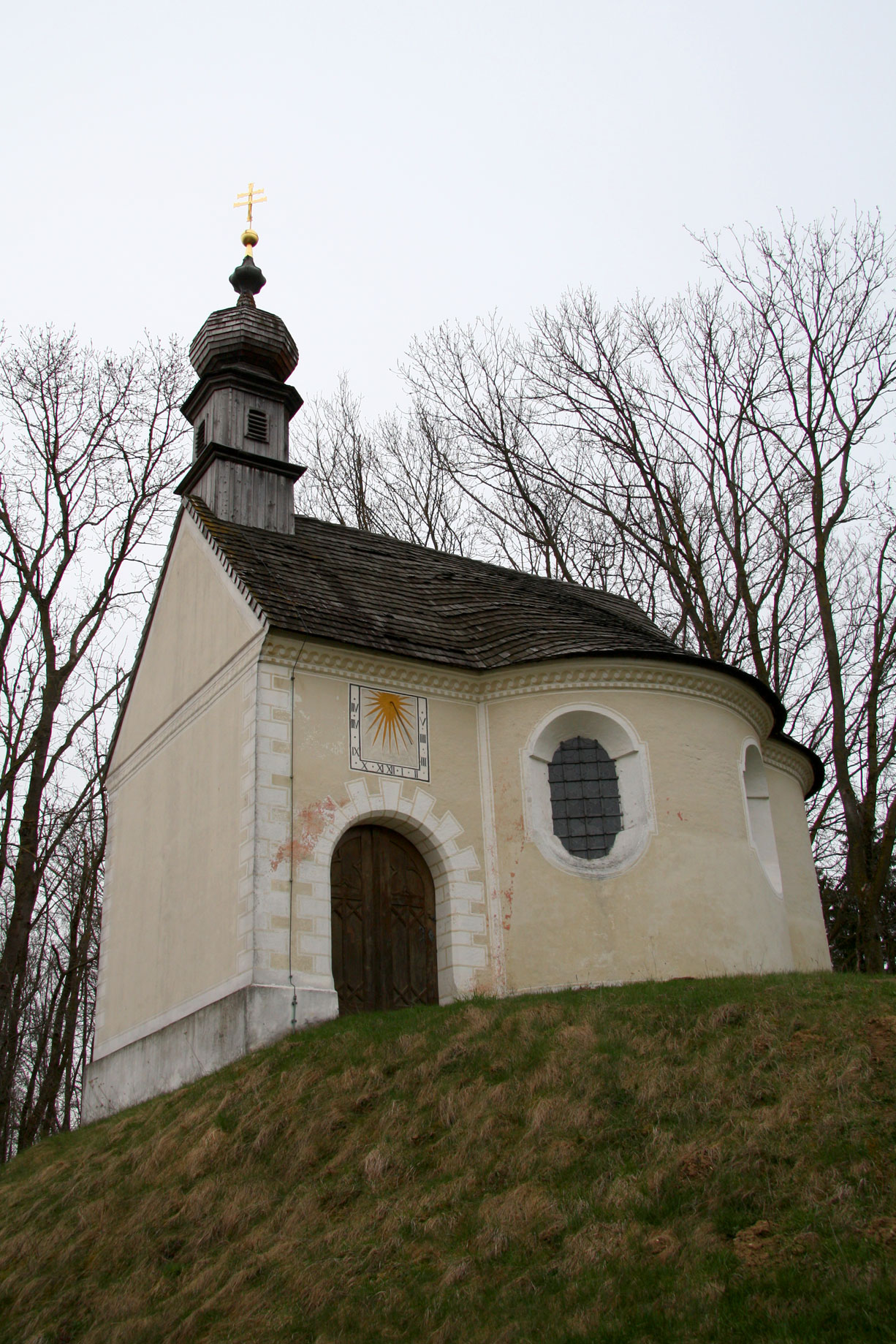
Dreifaltigkeitskapelle

## Naherholung
Südwestlich von Notzing liegt der Badesee Notzinger Weiher. Im Oktober 2018 wurde am Ufer des Weihers mit dem Bau eines Jugendzeltplatzes begonnen.